# Сестра Тона
«Сестра Тона» (алб. Motra Tone) — картина албанского художника Колы Идромено.
Полотно было написано в 1883 году и изображает сестру художника. Картина также известна как «Албанская Мона Лиза» (алб. Mona Lizës shqiptare). Является одной из лучших работ Колы Идромено.
Полотно изображает девушку, одетую в национальные одежды, которая левой рукой прикрывает своё лицо белой вуалью, придерживая её правой рукой. В настоящее время находится в Национальной галерее изобразительных искусств Албании.